# Сегюр-ле-Шато
Сегю́р-ле-Шато́ (фр. Ségur-le-Château, окс. Segur lo Chasteu) — коммуна во Франции в кантоне Люберсак округа Брив-ла-Гайярд, департамент Коррез, Новая Аквитания. Входит в список «Самых красивых деревень Франции». 
Коммуна расположена приблизительно в 390 км к югу от Парижа, в 50 км южнее Лиможа, в 45 км к северо-западу от Тюля.
Код INSEE коммуны — 19254.

## Население
Население коммуны на 2008 год составляло 231 человек.
| 1962 | 1968 | 1975 | 1982 | 1990 | 1999 | 2008 |
| ---- | ---- | ---- | ---- | ---- | ---- | ---- |
| 400  | 401  | 323  | 304  | 269  | 247  | 231  |

## Экономика
В 2007 году среди 119 человек в трудоспособном возрасте (15-64 лет) 77 были экономически активными, 42 — неактивными (показатель активности — 64,7 %, в 1999 году было 71,8 %). Из 77 активных работали 73 человека (49 мужчин и 24 женщины), безработных было 4 (3 мужчин и 1 женщина). Среди 42 неактивных 5 человек были учениками или студентами, 22 — пенсионерами, 15 были неактивными по другим причинам.

## Достопримечательности
Расцвет Сегюра пришёлся на XV—XVIII века, когда здесь заседал суд, в который входило 361 сеньоров региона. 
- Средневековый замок Сегюр. Памятник истории с 1840 года[4]
- Овальный сарай в деревне Монте (XVIII век). Памятник истории с 1993 года[5]
- Деревянный дом XV века. Памятник истории с 1934 года[6]
- Дом XV века. Памятник истории с 1969 года[7]
- Дом XV века, так называемый дом Генриха IV. Памятник истории с 1934 года[8]
- Дом Аппо. Памятник истории с 1976 года[9]

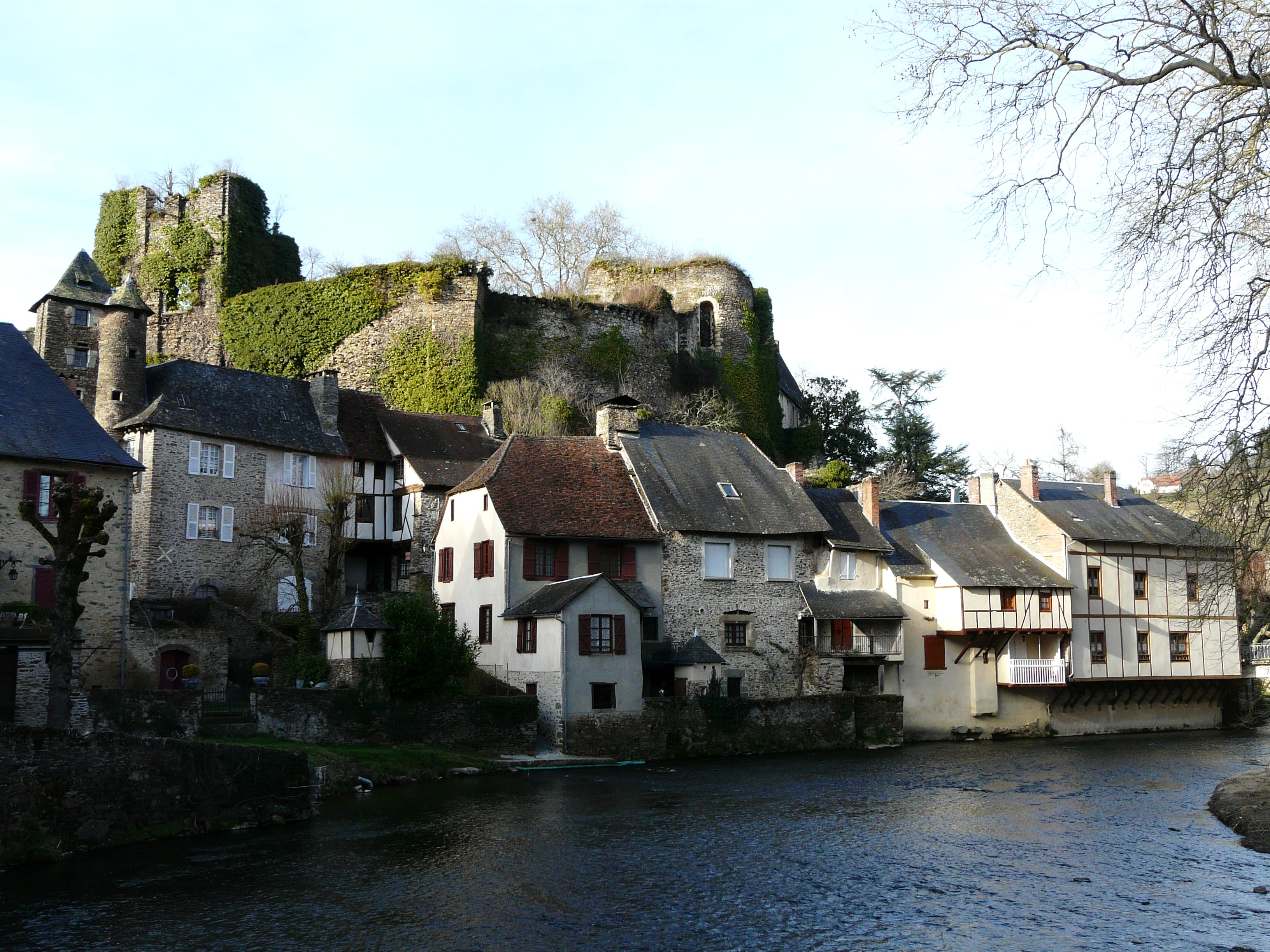
Сегюр-ле-Шато
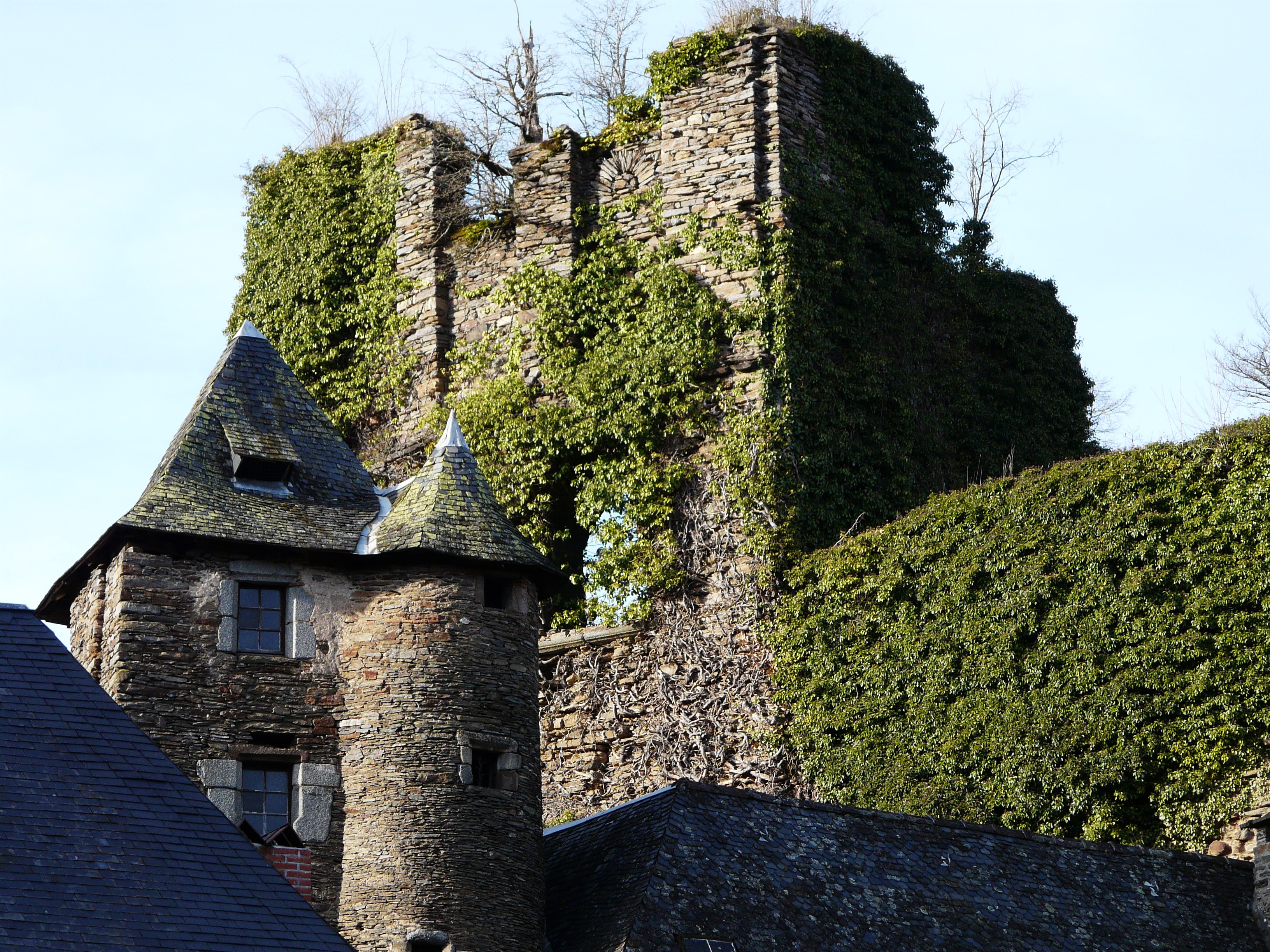
Замок Сегюр
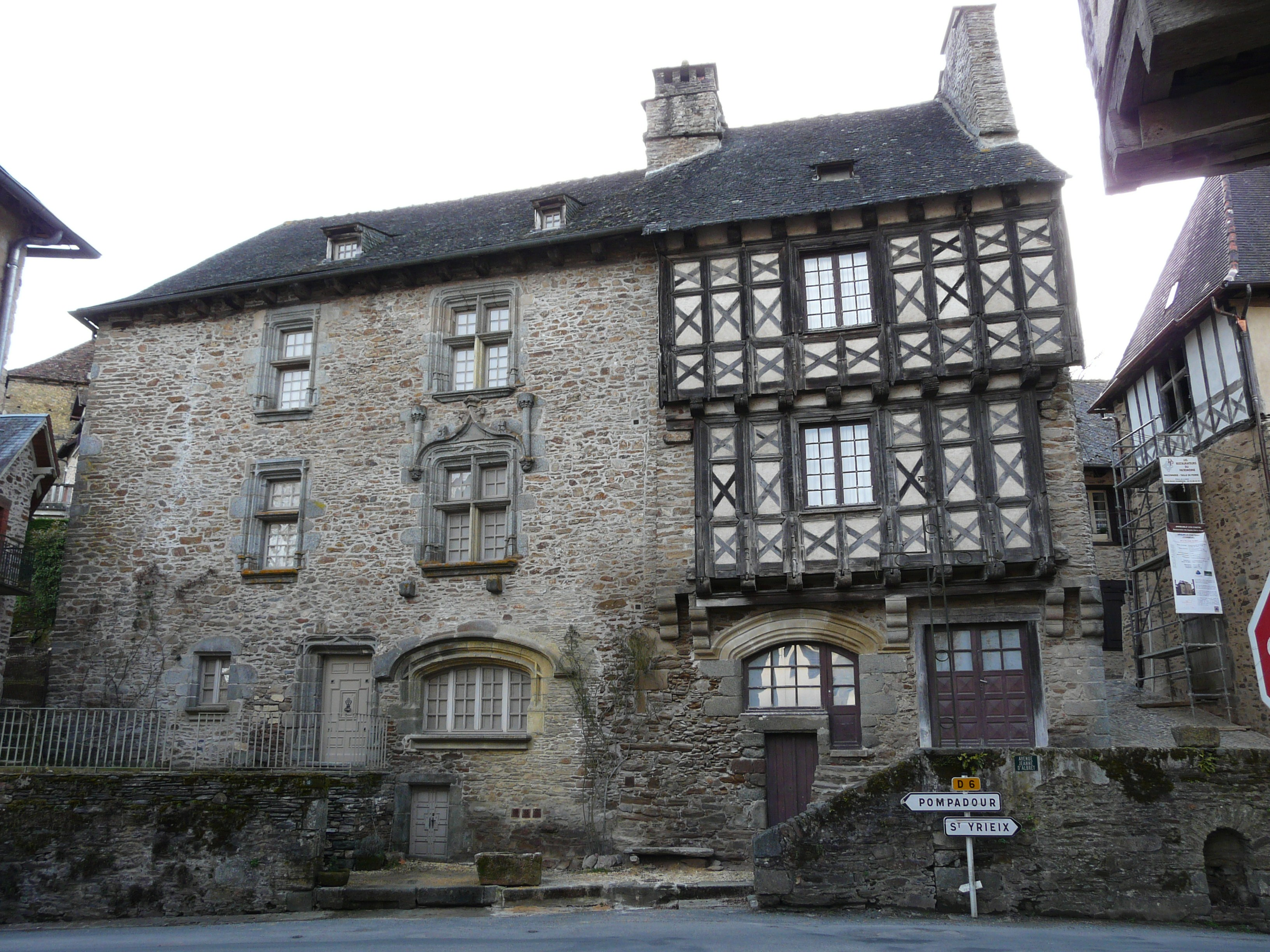
Дом Генриха IV
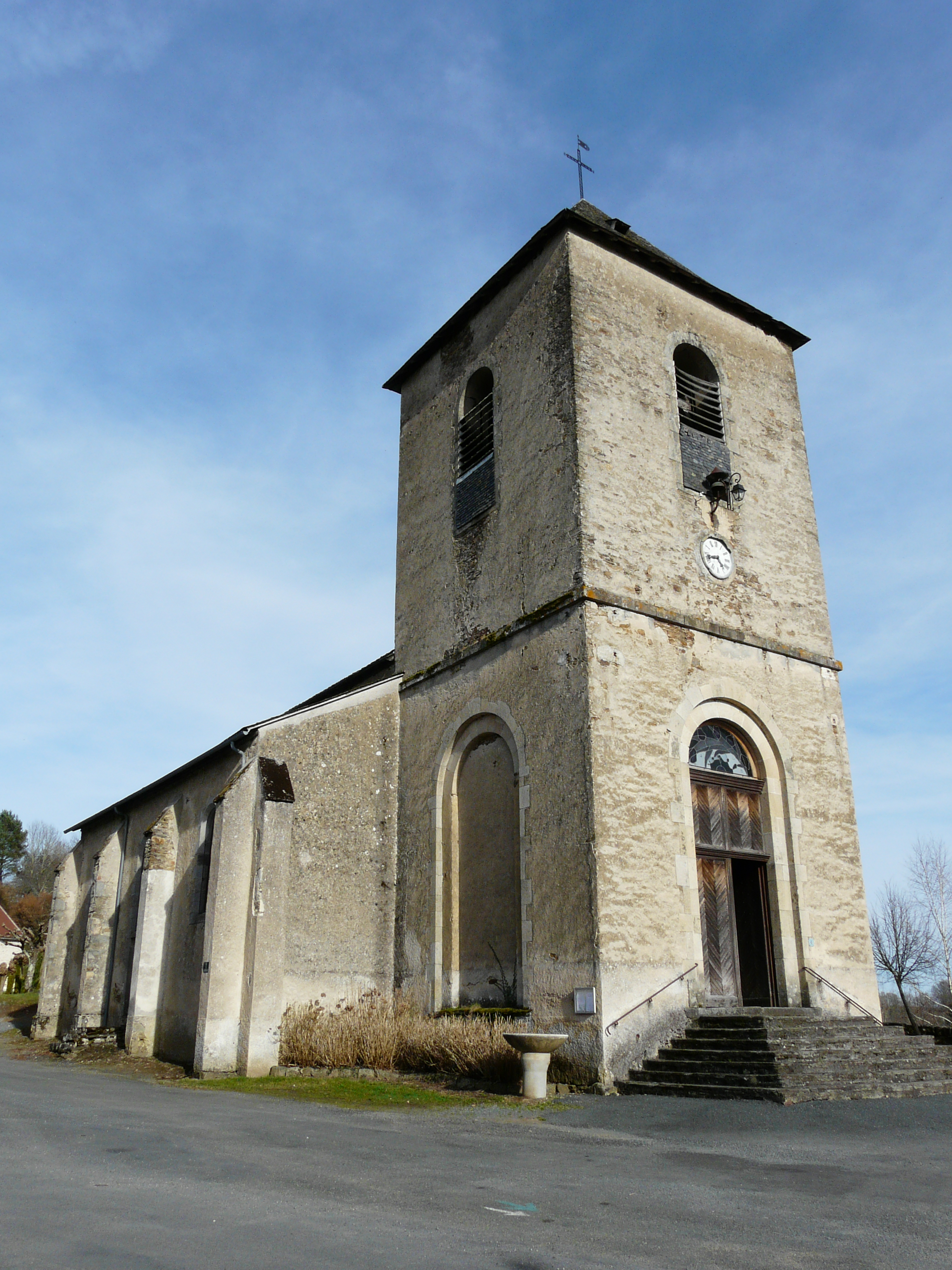
Церковь Сен-Леже